# Danny Sullivan

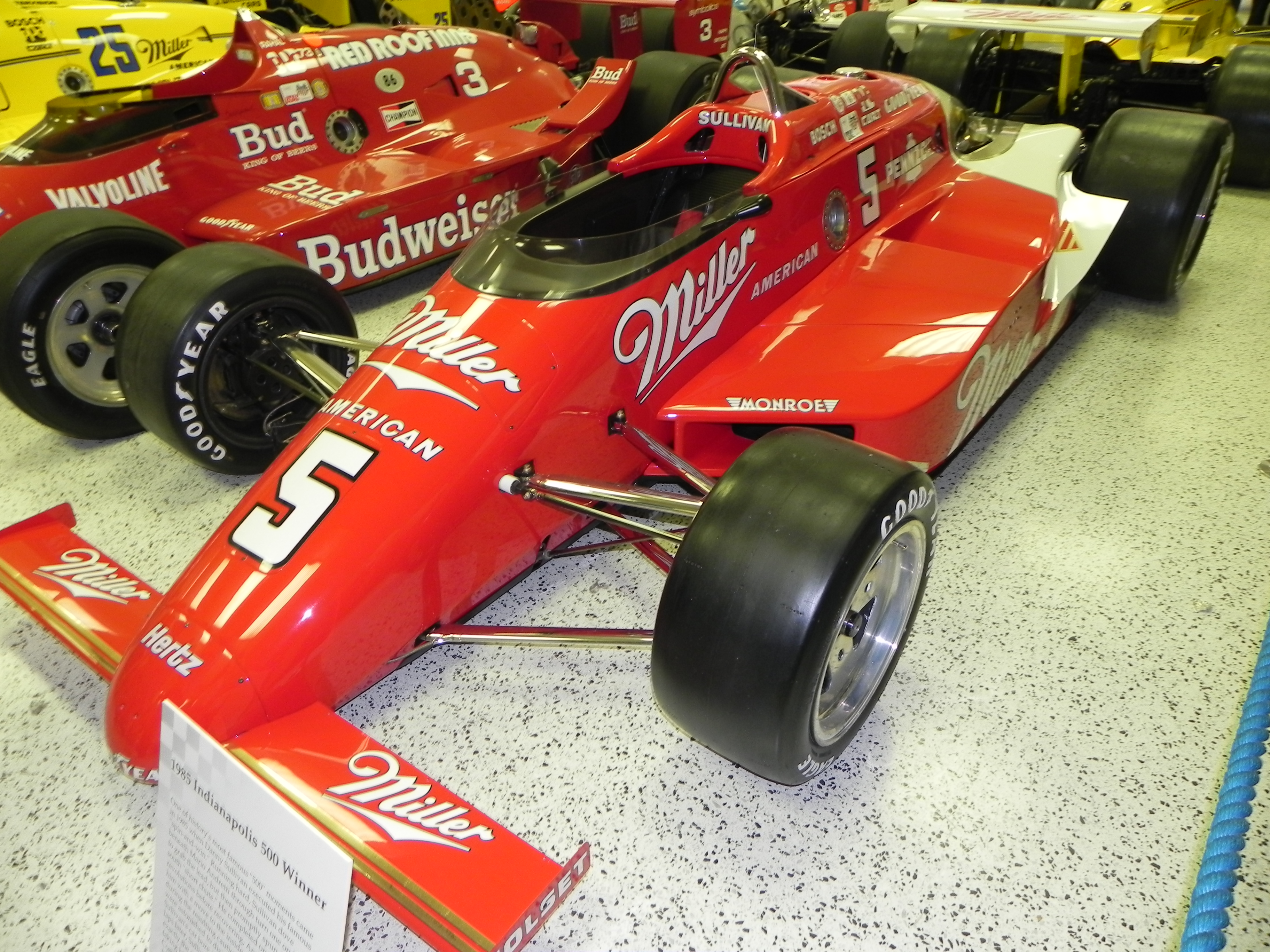
La March-Ford du team Penske Cars, utilisée par Sullivan pour remporter l'Indy 1985 (IMS Hall of Fame Museum).

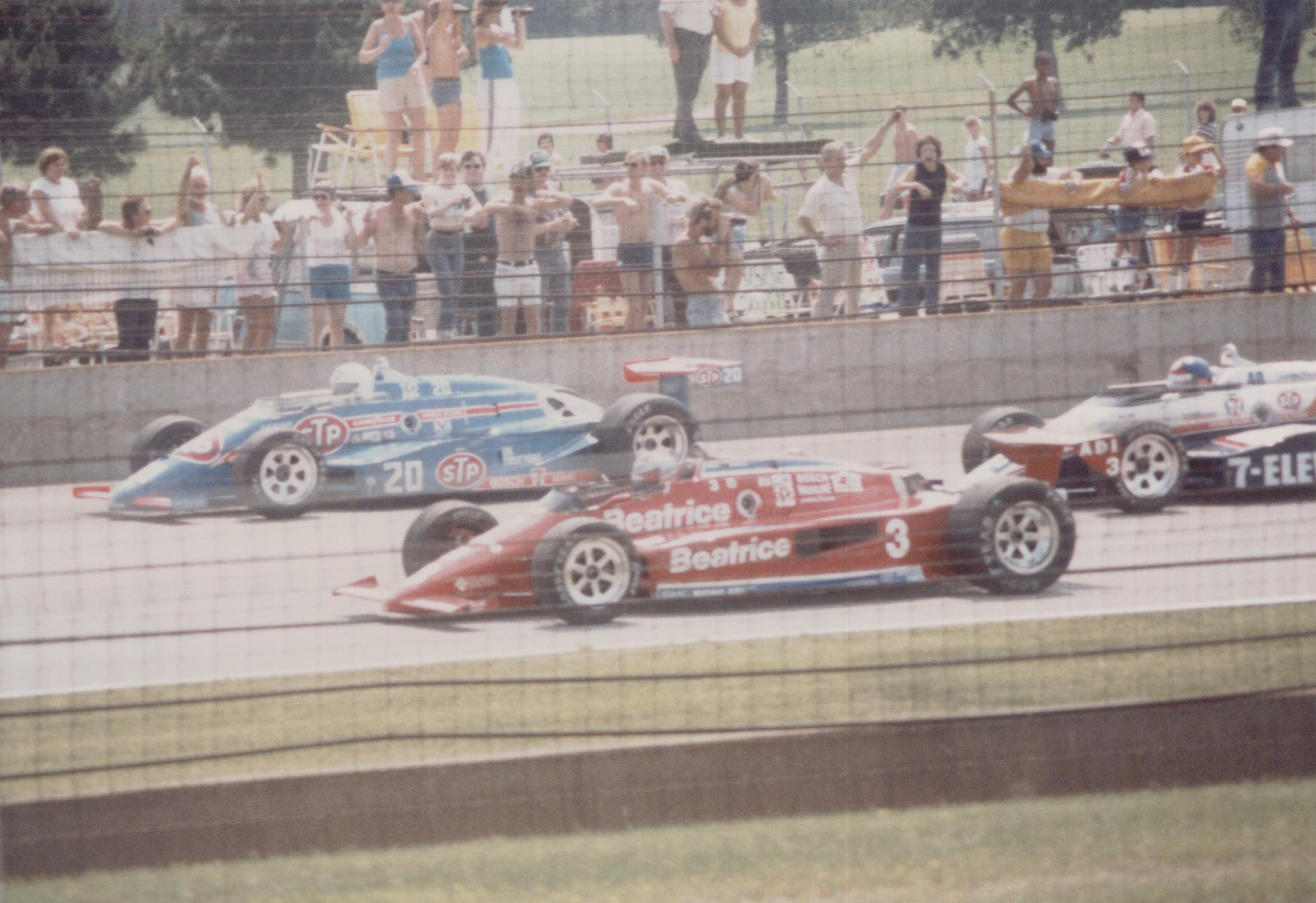
La March de Sullivan au départ de l'édition 1985 (1er plan).

Daniel John Sullivan III dit Danny Sullivan, né le 9 mars 1950 à Louisville, Kentucky (États-Unis), est un ancien pilote automobile américain. Présent dans le championnat du monde de Formule 1 lors de la saison 1983, il est surtout connu pour avoir remporté les 500 miles d'Indianapolis en 1985.

## Biographie

### Jeunesse
Daniel John Sullivan naît à Louisville en 1950. Il effectue sa scolarité à l'institut militaire du Kentucky avant de rejoindre la Jim Russell Racing School. Il exerce plusieurs petits métiers comme bûcheron ou chauffeur de taxi à New York(p98).

### Carrière
Danny Sullivan commence sa carrière en 1972, en Angleterre, dans le championnat de Formule Ford. Après avoir grimpé les échelons du sport automobile européen jusqu'à la Formule 2, il retourne en Amérique du Nord pour disputer le championnat de Formule Atlantic. En 1980, il quitte temporairement la monoplace et rejoint les rangs du championnat CanAm (qui se dispute, à cette époque, au volant de F5000 carénées). Victorieux de plusieurs courses dans la discipline, il décroche à partir de 1982 un volant en championnat CART, alors discipline majeure du sport automobile américain. Puis, en 1983, il accède à la Formule 1 au sein de l'écurie Tyrrell. Comparé à son coéquipier italien Michele Alboreto, il signe des performances plutôt modestes et ne se distingue qu'à l'occasion du GP de Monaco (5e) et de la Race of Champions de Brands Hatch, épreuve hors-championnat qu'il termine en deuxième position, sur les talons du vainqueur Keke Rosberg, à l'issue d'un duel intense.
Sans volant en F1 à l'issue de ce qui restera son unique saison en championnat du monde, il retourne en championnat CART aux États-Unis, où il s'affirme immédiatement comme l'un des hommes forts de la compétition. Ses trois victoires avec le Team Shierson en 1984 lui permettent d'être recruté pour la saison 1985 par la puissante équipe Penske. Cette année-là, il décroche le plus beau succès de sa carrière en remportant les 500 miles d'Indianapolis, la course la plus prestigieuse du calendrier américain. Alors en tête de la course, il avait pourtant commis une grosse erreur de pilotage et était parti en toupie, mais sans heurter le mur ou un autre concurrent. Contraint à un passage par les stands, il était revenu sur le nouveau leader Mario Andretti avant de le dépasser et de filer vers la victoire. Ce succès de Sullivan est resté dans l'histoire de l'Indy 500 sous le nom de spin-and-win. En 1988, il remporte le championnat avec 4 victoires.
Fin 1990, il quitte Penske et rejoint les équipes Patrick Racing et Galles. À l'issue de la saison 1995, à plus de 45 ans, il quitte le CART et met un terme à sa carrière sportive. Il en sortira épisodiquement, comme à l'occasion des 24 Heures du Mans 1996 qu'il dispute sur une McLaren-BMW GT en équipage avec Nelson Piquet et Johnny Cecotto. Deux ans auparavant, il avait obtenu son meilleur résultat dans la Sarthe en terminant troisième au volant d'une Porsche-Dauer avec Hans-Joachim Stuck et Thierry Boutsen.
Après avoir un temps commenté la Formule 1 sur une chaîne américaine en tant que consultant, Danny Sullivan, qui vit désormais dans le sud de la France, a collaboré au début des années 2000 avec la firme autrichienne Red Bull dans le cadre d'un programme (le Red Bull Driver Search Programme) visant à favoriser l'émergence de pilotes américains en Formule 1, et qui a notamment révélé Scott Speed.

## Anecdote
Danny Sullivan était surnommé Hollywood : doté d'un physique avantageux (nommé en 1990 par le magazine People parmi les 50 plus belles personnes du monde), il a en effet effectué plusieurs apparitions sur le petit et le grand écran en marge de sa carrière de pilote dans les années 1980 et 1990. L'une de ses apparitions les plus mémorables eut lieu en 1986 dans un épisode de la série Miami Vice où il jouait le rôle d'un pilote de course suspecté du meurtre d'une prostituée.

## Palmarès
- Vainqueur des 500 miles d'Indianapolis 1985
- Vainqueur du championnat CART en 1988

## Résultats en championnat du monde de Formule 1
| Saison | Écurie                | Châssis | Moteur      | Pneus    | GP disputés | Points inscrits | Classement |
| ------ | --------------------- | ------- | ----------- | -------- | ----------- | --------------- | ---------- |
| 1983   | Benetton Tyrrell Team | 011 012 | Cosworth V8 | Goodyear | 15          | 2               | 17e        |

## Résultats aux 24 Heures du Mans
| Année | Voiture            | Équipe                 | Équipiers                            | Résultat |
| ----- | ------------------ | ---------------------- | ------------------------------------ | -------- |
| 1988  | Jaguar XJR-9LM     | Silk Cut Jaguar        | Price Cobb / Davy Jones              | 16e      |
| 1994  | Dauer 962-Porsche  | Joest racing           | Thierry Boutsen / Hans-Joachim Stuck | 3e       |
| 1996  | McLaren F1 GTR-BMW | BMW Motorsport/Bigazzi | Johnny Cecotto / Nelson Piquet       | 8e       |
| 2004  | Ferrari 575-GTC    | Barron Connor Racing   | Thomas Biagi / John Bosch            | Abandon  |